# Паб-квиз

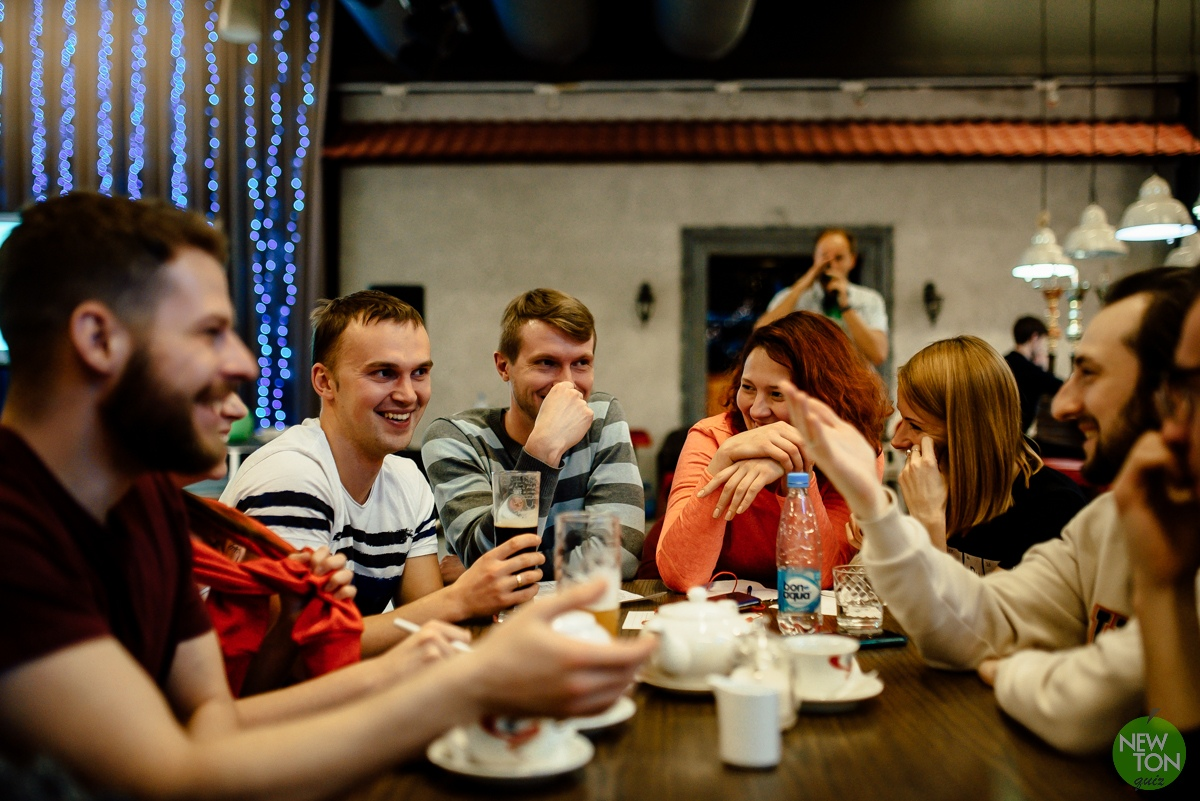
Фото с одной из игр паб-квиза в Минске

Паб-квиз (англ. pub quiz, также встречается термин «барная викторина») — разновидность викторины, проводимая в пабах или барах.
Организуется в первую очередь для привлечения в заведение клиентов, которые не посещают его в другие дни.

## История
Первый паб-квиз был основан в Великобритании в 1970-х годах Шэрон Бернс и Томом Портером и стал частью британской культуры. Так, например, «The Great British Pub Quiz» проводится ежегодно. В Германии паб-викторины являются частым событием в ирландских пабах, где они обычно проводятся на английском языке.
В 2010-х годах за пределами Великобритании появился целый ряд франшиз барных викторин.
Во многих странах данное развлечение переросло сначала в проведение отдельных соревнований, а в дальнейшем — и чемпионатов.

## Формат проведения
Чаще всего такой тип викторин является еженедельным вечерним событием. Хотя конкретные форматы проведения викторин в баре различаются, большинство из них связаны с ответами на вопросы, которые могут быть заранее составлены самими участниками или анонсированы ведущим викторины.

## В массовой культуре

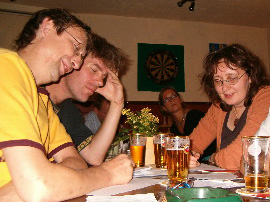
Посетители бара в Амстердаме играют в паб-квиз

Паб-квизы были представлены во многих британских телесериалах, например «Офис».
В американском телесериале «Управление гневом» в одном из эпизодов, вышедшем в январе 2013 года, герой в исполнении Чарли Шина участвовал в игре «Барные мелочи» от Brainstormer.
В новозеландском телесериале «Nothing Trivial» (2011—2014) пять основных персонажей регулярно встречаются за игрой в паб-квиз.
В 6 эпизоде телесериала «Летим со мной» в баре проходила викторина.
Во флэшбэке 6 эпизода телесериала «Вспомнить все связи» показано, как герои встретились на паб-квизе.